# Bergslagsskolan
Bergslagsskolan var en kommunal gymnasieskola i Karlskoga på Mårbackavägen 7. Skolan upphörde i samband med att de två tidigare kommunala gymnasieskolorna i Karlskoga samlokaliserades och blev Möckelngymnasiet.

## Allmänt
2005 lyckades två elever från skolan kvalificera sig för deltagande i Kemiolympiaden i Taiwan.
Elevantalet uppgick till drygt 600 elever vid tidpunkten för upphörandet.